# Alex Lloyd (pilote)
Alex Lloyd est un pilote automobile anglais né le 28 décembre 1984 à Manchester (Angleterre).
Il évolue actuellement en IndyCar Series dans l'écurie Dale Coyne Racing

## Débuts
Il commence par le karting à l'âge de 9 ans, devient Champion d’Angleterre de sa catégorie en 1999 et 2000 et fait des tests en Formule Ford britannique en 2000.

En 2001, il migre en Formule Ford et signe une 2e place à Spa-Francorchanmps, puis termine 13e au festival du même championnat.

Des débuts encourageants qui se poursuivent en 2002 où il réussit à terminer 3e du Formula Renault Winter Series au Royaume-Uni, puis 9e en Formule Renault.
En 2003, il remporte le Trophée McLaren Autosport BRDC après avoir terminé 2e du championnat de Formule Renault britannique, en luttant avec certaines références comme James Rossiter, Mike Conway et surtout Lewis Hamilton.

Cette prestigieuse récompense lui permet de faire un essai en Formule 1 chez McLaren en 2004, il connait également des problèmes financiers qui l'empêche de poursuivre en Formule Renault britannique et qui handicape l'année suivante. Il suit un programme très limité avec 2 courses en championnat de F3000 italienne et une course en Formula Renault 3.5 Series à Monaco.
On le retrouve aussi en A1 Grand Prix, lors de la saison 2005-2006, où il court pour son pays.

## Indy Pro Series
Alex Lloyd traverse l'Atlantique en 2006 et s'engage avec l'AFS Racing (en) pour disputer 10 des 12 épreuves de la saison d'Indy Pro Series.

Il confirme ce qu'il avait démontré en Europe jusque-là et réussit à signer quatre podiums, dont deux victoires au Liberty Challenge et à Sonoma, c'est une 7e place finale au classement général.
2007 sera une année particulièrement réussie, il signe chez Sam Schmidt Motorsports et inscrit 13 podiums en 16 courses, avec huit victoires à la clef, ce qui lui permet de devenir le nouveau champion de la discipline.

## IndyCar Series

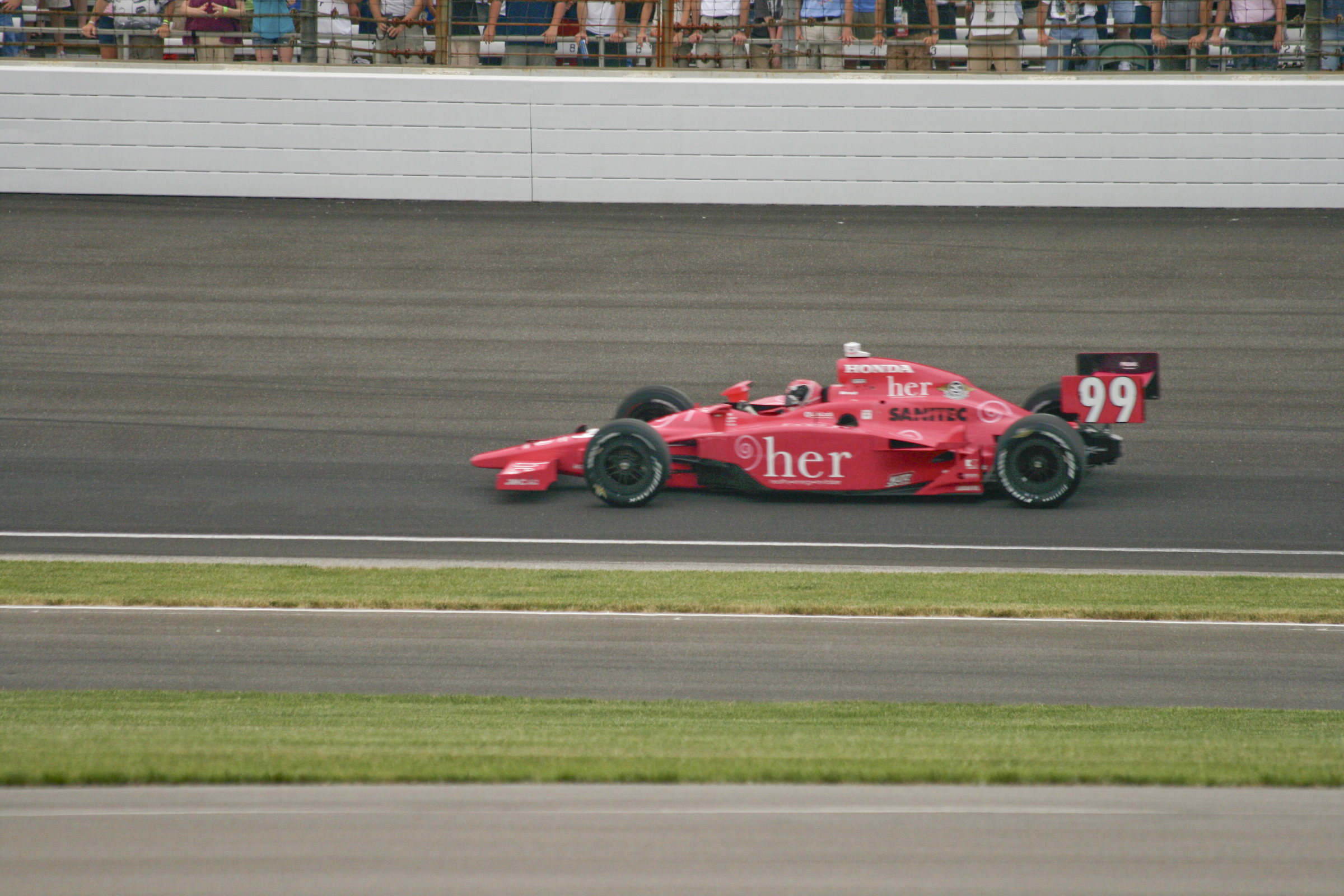
Alex Lloyd à l'Indy 500 de 2009

Après l'obtention de son titre en Indy Pro Series mais ne trouvant pas de budget suffisant pour disputer le championnat 2008 d'IndyCar Series à plein temps, il signe en tant que pilote de développement au sein du Chip Ganassi Racing qui lui permettra, en association avec le Rahal Letterman Racing, de disputer les 500 miles d'Indianapolis. Il termine à la 25e place après s'être qualifié 19e.
En 2009, Chip Ganassi Racing s'associe cette fois avec le Sam Schmidt Motorsports pour lui faire disputer l'édition 2009, il améliore sa performance en se qualifiant 11e et en finissant 13e.

Cette même année, il dispute la course de Miami avec le Newman/Haas Racing et y termine 8e.
Malgré une situation instable depuis son titre en Indy Pro Series, la chance va enfin lui sourire en 2010. Il arrive à s'engager avec le Dale Coyne Racing pour disputer la saison entière. Il va même réussir à décrocher une très belle 4e place à l'Indy 500 et signer un autre top 10, à Sonoma, avec la 10e place.
En 2011, il reste avec la même équipe mais uniquement pour disputer les courses sur ovale. Sébastien Bourdais participant à celles sur circuit automobile ou urbain.

Il signe par deux fois comme meilleur résultat une 13e place sur les 7 courses auxquelles il prit part.

## Palmarès
- Vainqueur du championnat Indy Pro Series 2007

## Résultats aux500 milesd'Indianapolis
| Année | Châssis | Moteur | Départ | Arrivée | Équipe  |
| ----- | ------- | ------ | ------ | ------- | ------- |
| 2008  | Dallara | Honda  | 19     | 25      | Rahal   |
| 2009  | Dallara | Honda  | 11     | 13      | Schmidt |
| 2010  | Dallara | Honda  | 26     | 4       | Coyne   |
| 2011  | Dallara | Honda  | 30     | 19      | Coyne   |